# Le Chat noir (film, 1934)
Pour les articles homonymes, voir Chat noir (homonymie) et Black Cat.
Pour plus de détails, voir Fiche technique et Distribution.
Le Chat noir (titre original : The Black Cat) est un film américain réalisé par Edgar G. Ulmer, sorti en 1934. Le film s'inscrit dans la catégorie Universal Monsters.

## Synopsis
Durant leur lune de miel en Hongrie, Peter et Joan Alison apprennent qu'en raison d'une confusion, ils doivent partager un compartiment de train avec le Dr Vitus Werdegast, un psychiatre hongrois. Dix-huit ans auparavant, Werdegast a participé à la Première Guerre mondiale, sans jamais revoir sa femme car il a passé les 15 dernières années dans un camp de prisonniers tristement célèbre en Sibérie. Dans le train, le médecin explique au couple qu'il va voir un vieil ami architecte autrichien, Hjalmar Poelzig.
Plus tard, le trio doit de nouveau partager un transport en commun lorsque leur bus s'écrase sur une route désolée sous une pluie drue. Jeanne en sort blessée et on l'emmènent à la maison de Poelzig, construite sur les ruines du fort Marmorus, que Poelzig commandait pendant la guerre. Werdegast soigne la blessure de Joan en lui administrant un tranquillisant qui la fait se comporter de manière erratique. Pendant que Peter la met au lit, Werdegast accuse Poelzig d'avoir trahi le fort pendant la guerre aux Russes, entraînant la mort de milliers de soldats Austro-hongrois. Il accuse également Poelzig de lui avoir volé sa femme Karen alors qu'il était en prison. Auparavant, Werdegast a tué le chat noir de Poelzig. Ce dernier conclu que Werdegast a une forte peur des animaux et décide d'amener un deuxième chat noir dans la maison pendant qu'il supervise sa collection de femmes mortes exposées dans des vitrines, dont Karen.
On apprend ainsi que Poelzig envisage de sacrifier Jeanne dans un rituel satanique pendant l'obscurité de la lune. Poelzig avait épousé la femme de Werdegast, et quand elle est morte, il a épousé sa fille, à qu'il avait dit que son vrai père était mort en prison. On le découvre en train de lire un livre intitulé Les rites de Lucifer tandis qu'une belle femme blonde dort à côté de lui. On apprend qu'il s'agit de la fille de Werdegast, qui fait donc d'elle la belle-fille de Poelzig et qu'elle se nomme Karen. Werdegast, qui ignore la présence de sa fille, attend son heure pour frapper l'architecte fou. Il essaie également de persuader son ennemi d'épargner Peter et Joan, à un moment donné jouant littéralement avec leur vie lors d'une partie d'échecs avec Poelzig, qu'il perd.
Plus tard, pendant un service sataniste, une acolyte voit quelque chose qui la fait crier et s'évanouir, tandis que Werdegast et son serviteur Thamal arrache Jeanne de l'autel sacrificiel et la porte dans les catacombes de la maison, où Pierre est rendu inconscient par le serviteur de Poelzig. Joan informe Werdegast que sa fille est vivante quelque part dans le bâtiment. Il découvre ainsi que Poelzig a tué sa fille et dans une rage insensée, l'enchaîne à un pal, où il procède littéralement à l'écorchage de Poelzig vivant. Pendant ce temps, Joan essaie de prendre la clé des mains du serviteur mort de Poelzig, alors que Peter, qui a repris conscience, prend la tentative de Werdegast de l'aider comme une attaque et lui tire dessus. Mortellement blessé, Werdegast fait exploser la maison, laissant d'abord le couple s'échapper mais avec un Poelzig toujours à l'étage. Comprenant qu'il va mourir, il déclare que ce fut une bonne partie, faisant écho à leur partie d'échecs, avant de mourir.

## Fiche technique
- Titre : Le Chat noir
- Titre original : The Black Cat
- Réalisation : Edgar G. Ulmer

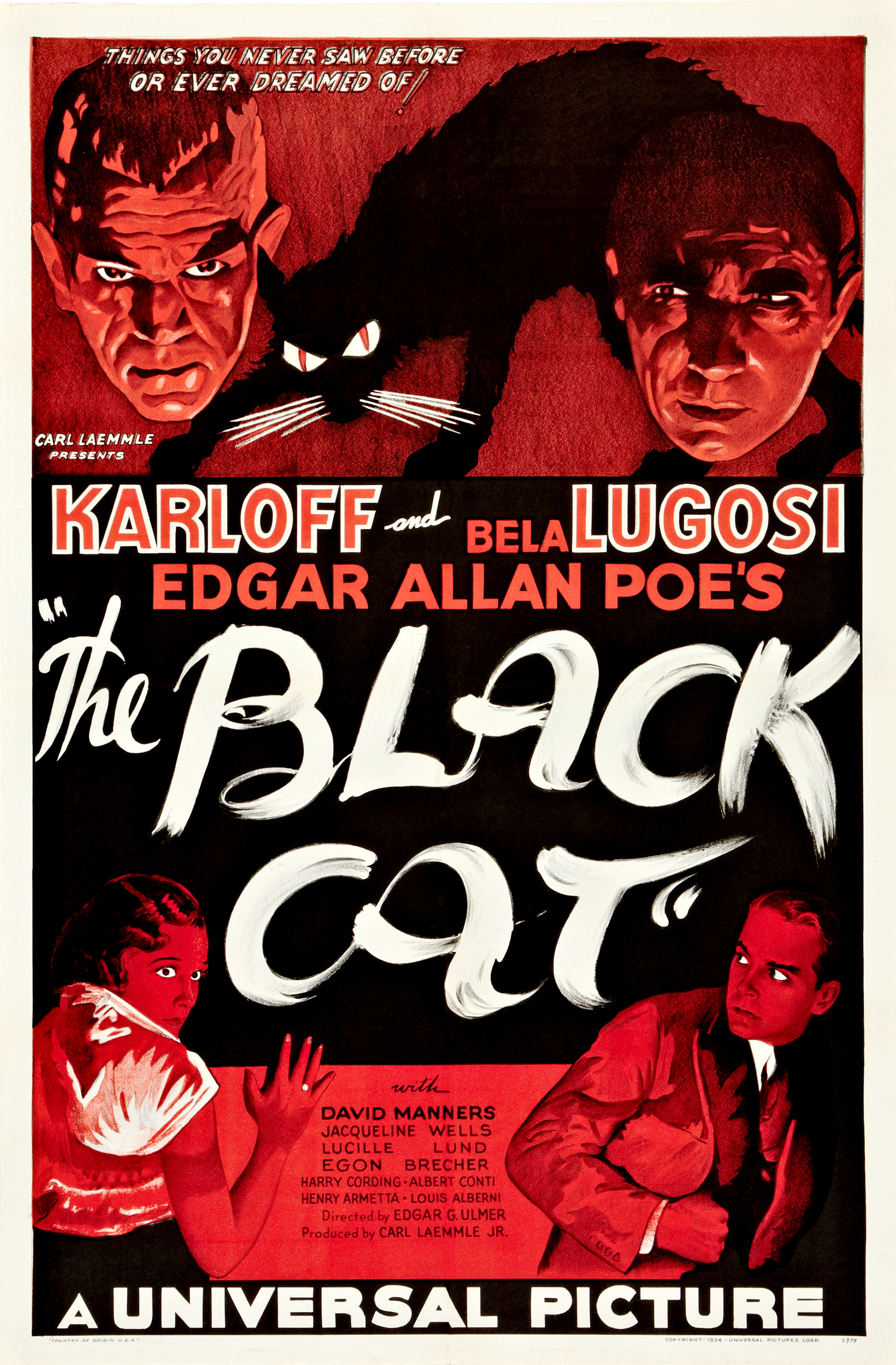
Affiche alternative du film.

- Scénario : Edgar G. Ulmer et Peter Ruric d'après Edgar Allan Poe
- Producteurs : Carl Laemmle Jr. et E.M. Asher, pour Universal Pictures
- Musique : Heinz Roemheld
- Photographie : John J. Mescall
- Montage : Ray Curtiss
- Costumes : Edgar G. Ulmer
- Pays d'origine :  États-Unis
- Format : Noir et blanc — 35 mm — 1,37:1 — Son : Mono
- Genre : Film d'horreur, Thriller, Universal Monsters
- Durée : 65 minutes
- Dates de sortie : 
  - États-Unis : 7 mai 1934
  - France : 13 mars 1936

## Distribution
- Boris Karloff : Hjalmar Poelzig
- Bela Lugosi : Dr Vitus Werdegast
- David Manners : Peter Alison
- Jacqueline Wells : Joan Alison
- Egon Brecher : Le majordome
- Harry Cording : Thamal
- Lucille Lund : Karen
- Henry Armetta : Le sergent
- Albert Conti : Le lieutenant
- André Cheron (non crédité) : Le conducteur de train